# جامعة الملك خالد
جامعة الملك خالد جامعة حكومية مقرها في مدينة أبها جنوب غربي المملكة العربية السعودية، تأسست عام 1998م/ 1419هـ، خلال زيارة خادم الحرمين الشريفين الملك عبد الله بن عبد العزيز حينما كان ولياً للعهد، وذلك في يوم الثلاثاء 9/1/1419 هـ المتضمن الموافقة على دمج فرعي جامعة الإمام محمد بن سعود الإسلامية وجامعة الملك سعود بمنطقة عسير تحت مسمى جامعة الملك خالد.

## التأسيس
بدأت الجامعة بأربع كليات وهي كلية الشريعة وأصول الدين، وكلية اللغة العربية والعلوم الاجتماعية والإدارية، وكلية الطب، وكلية التربية. ومن ثم تمت إعادة هيكلة الكليات القائمة واستحداث عدد من الكليات الجديدة وضم كليات البنات وكليتي المعلمين وكليات العلوم الصحية إلى الجامعة، حيث بلغ المجموع 29 كلية للطلاب والطالبات.

## الخطة الاستراتيجية
تماشيا مع هذه الجهود تسابقت الجامعات المحلية إلى تطوير خططها الاستراتيجية بما يضمن لها التوافق مع الخطط الوطنية مثل رؤية المملكة(2030)، والبرامج التنفيذية الداعمة لتحقيق الرؤية. والخطة المستقبلية للتعليم الجامعي في المملكة "آفاق 2029"، إضافة إلى السعي نحو تحقيق معايير تصنيف الجامعات العالمية، تستهدف الخطة الاستراتيجية للجامعة التعامل مع القضايا التي تواجهها والمتعلقة ببعض الجوانب الإدارية، وعملية قبول الطلاب المستجدين، والبحث العلمي، والإسهام في خدمة المجتمع، وخدمات الطلاب، وآلية استقطاب أعضاء هيئة التدريس واستبقائهم، وتقنيات التعليم والمعلومات، والشراكة مع القطاعين العام والخاص، وملائمة خريجي الجامعة لاحتياجات سوق العمل، كذلك حرصت جامعة الملك خالد على تحديث خطتها الاستراتيجية (2020-2018)، عرضت فيها منهجية إعداد الخطة، والمراحل التي مرت بها، والنتائج التي تم التوصل إليها من حيث القضايا الرئيسة، والملامح الاستراتيجية والخطة التشغيلية، والخطط الداعمة؛ مثل خطة الاتصال الاستراتيجي، وإدارة المخاطر، وإدارة التغيير. ولتحقيق ذلك بالجودة التي تحرص الجامعة عليها؛ فقد مر مشروع إعداد الخطة الاستراتيجية للجامعة بعدة مراحل؛ شملت: جمع المعلومات، والتحليل البيئي، وصياغة الملامح الاستراتيجية، وتطوير الخطة التشغيلية. كما تم تحليل أبــرز بيانات البيئة الخارجية من خــلال جمع وتحليل البيانات والمعلومات الكمية والنوعية، والتوصل إلــى أبرز المعطيات والعوامل العامة المؤثرة (النظامية، والسياسية، والاقتصادية، والاجتماعية، والتقنية) في السياق البيئي العام، إضافة إلى تحليل المستفيدين والمنافسين وذوي العلاقة في السياق البيئي الخاص، وتقييم البيئة الداخلية للجامعة، وتحديد أبرز القضايا الاستراتيجية، مع الوقوف على العوامل المؤثرة في كل قضية وتحليلها للخروج بجملة من المبادرات التي تسهم في التعامل معها بإيجابية، بحيث تشكل في جملتها الحجر الأساس لتطوير أداء الجامعة. وتبعا لذلك، تم تحديد الملامح العامة للخطة الاستراتيجية بدءًا من صياغة رؤية الجامعة ورسالتها، ومجموعة القيم الي تحكم عمل الجامعة، ومجموعة من الأهداف الاستراتيجية المترابطة والمتكاملة، وتعمل الجامعة على تحقيق تلك الأهداف عبر تنفيذ (56) مبادرة إستراتيجية، ولتنفيذ تلك المبادرات تم بناء خطط عمل مقترحة لكافة المبادرات محدد بها مؤشرات الأداء وخط الأساس والمستهدفا.

## ترتيب الجامعة
بحسب تصنيف الويبومتركس فتحتل جامعة الملك خالد المرتبة 2,069 عالميًا، أما بحسب تصنيف QS العالمي فإن جامعة الملك خالد واصلت تقدمها في التصنيف الدولي للجامعات QS، حيث حصلت على المرتبة 448 عالمياً، والمرتبة 24عربياً (Arab Region University Ranking) لعام 2019م، وبذلك تكون الجامعة ضمن أفضل 10 جامعات عربية، أما داخل السعودية فتحتل جامعة الملك خالد المرتبة الرابعة على مستوى جامعات المملكة العربية السعودية.

## مشاريع
أبرمت جامعة الملك خالد مذكرة تفاهم مع جامعة الملك سعود لكي تقدم الأخيرة ممثلة في معهد الملك عبد الله للبحوث والدراسات الاستشارية بإعداد الدراسات والوثائق اللازمة لإعلان المنافسة العالمية بين المكاتب الاستشارية وإعداد المخطط العام والتصاميم لمباني ومرافق المدينة الجامعية لجامعة الملك خالد. كذلك قامت الجامعة بالتعاون مع معهد الملك عبد الله بتنظيم مسابقة عالمية لتخطيط وتصميم مشروع المدينة الجامعية مشارك فيه عدد من المكاتب المحلية والإقليمية والعالمية. تضمن المشروع البنية التحتية وتتمثل في مبنيان خدمية، ونفق خدمات بطول 17 كم يحوي جميع المكونات الكهروميكانيكية اللازمة لكافة مباني المدينة الجامعية، والمجمع الأكاديمي للطلاب للتخصصات الأدبية والعلمية، وتشمل 13 كلية تتوزع في 17 مبنى بمساحة حوالى 570000 م2، ثم المدينة الطبية والتي تشتمل على كافة التخصصات الطبية المختلفة، ومستشفى جامعي متكامل مؤهل لخدمة كافة التخصصات الطبية بسعة 800 سرير، ويأتي بعدها المرحلة الثالثة التي تمثل المنطقة الشرفية، وهي إدارة الجامعة ومرافقها، ثم المرحلة الرابعة وتشمل شبكة الطرق وشبكات المرافق- ومحطة التحويل الكهربائية، والمرحلة الخامسة وهي تأسيس المدينة الرياضية، والمرحلة السادسة وتتمثل في إسكان أعضاء هيئة التدريس ــ مرحلة الترسية، والمرحلة السابعة وتضم الإسكان الطلابي ــ مرحلة الطرح، ويقوم بالإشراف على المشاريع عدد من المكاتب الاستشارية بالتعاون مع طاقم من المهندسين المحترفين التابعين لوكالة المشاريع بالجامعة.

## الكليات والأقسام العلمية
تضم جامعة الملك خالد عدداً من الكليات العلمية والنظرية والطبية تغطي مدن ومحافظات منطقة عسير وهي:
- كلية الشريعة وأصول الدين للبنين بالقريقر وتضم عدة أقسام هي:

1. قسم القرآن وعلومه
2. قسم السنة وعلومها
3. قسم العقيدة والمذاهب المعاصرة
4. قسم الفقه
5. قسم أصول الفقة

- كلية علوم الحاسب الآلي للبنين بالقريقر والبنات بالسامر وتضم عدة أقسام هي:

1. قسم علوم الحاسب للبنين والبنات
2. قسم نظم المعلومات للبنين والبنات
3. قسم هندسة الحاسب للبنين
4. قسم هندسة الشبكات والاتصالات للبنين

- كلية التربية للبنين بالقريقر

1. قسم المناهج وطرق التدريس
2. قسم التربية
3. قسم علم النفس التربوي
4. قسم التربية الخاصة
5. قسم تقنيات التعليم

- كلية العلوم الإنسانية للبنين بالقريقر

1. قسم اللغة العربية وآدابها
2. قسم التاريخ
3. قسم الجغرافيا
4. قسم الإعلام والإتصال

- كلية الهندسة للبنين بالقريقر

1. قسم الهندسة الميكانيكية
2. قسم الهندسة المدنية
3. قسم الهندسة الكهربائية
4. قسم الهندسة الصناعية
5. قسم الهندسة الكيميائية

- كلية الأعمال للبنين بالقريقر

1. قسم المحاسبة
2. قسم إدارة الأعمال
3. قسم نظم المعلومات الإدارية
4. قسم التسويق والتجارة الالكترونية
5. القانون

- كلية العلوم للبنين بالقريقر والبنات بأبها

1. قسم الفيزياء للبنين والبنات
2. قسم الكيمياء للبنين والبنات
3. قسم الأحياء للبنين والبنات
4. قسم الرياضيات للبنين والبنات

- كلية اللغات والترجمة للبنين بالقريقر

1. قسم اللغة الأنجليزية

- كلية الطب للبنين بالقريقر والبنات بالسامر

1. قسم التشريح للبنين والبنات
2. قسم علم وظائف الأعضاء للبنين والبنات
3. قسم الكيمياء الحوية الإكلينكية للبنين والبنات
4. قسم الكائنات الدقيقة والطفيليات للبنين والبنات
5. قسم علم الأمراض للبنين والبنات
6. قسم الطب الباطني للبنين والبنات
7. قسم الجراحة للبنين والبنات
8. قسم أمراض النساء والولادة للبنين والبنات
9. قسم صحة الطفل للبنين والبنات
10. قسم طب الأسرة والمجتمع للبنين والبنات
11. قسم التعليم الطبي للبنين والبنات

- كلية طب الأسنان للبنين بالقريقر والبنات بالسامر

1. قسم جراحة الوجه والفكين وعلوم التشخيص للبنين والبنات
2. قسم الاستعاضة السنية للبنين والبنات
3. قسم طب الأسنان للبنين والبنات
4. قسم وقاية الأسنان للبنين والبنات
5. قسم التعليم الطبي للأسنان للبنين والبنات

- كلية الصيدلة للبنين بالقريقر والبنات بالسامر

1. قسم الصيدلانيات للبنين والبنات
2. قسم الصيدلة السريرية للبنين والبنات
3. قسم علم الأدوية للبنين والبنات
4. قسم العقاقير للبنين والبنات
5. قسم الكيمياء الصيدلية للبنين والبنات

- كلية العلوم الطبية التطبيقية للبنين بالقريقر وخميس مشيط والبنات بالسامر ومحايل عسير

1. قسم طب إشعاعي
2. قسم أمراض تخاطب (جديد للبنين والبنات)
3. قسم علوم السمع (جديد للبنين والبنات)
4. قسم التأهيل الطبي للبنين
5. قسم المختبرات السريرية
6. قسم العلوم الطبية الأساسية
7. قسم الخدمات الطبية الطارئة
8. قسم تقنية الأسنان
9. قسم الصحة العامة
10. قسم تقنية التخدير
11. قسم التمريض العام
12. قسم العلاج التنفسي للبنات

- كلية المجتمع للبنين بالمحالة و محايل عسير و البنات بأبها وخميس مشيط و رجال ألمع

1. قسم نظم المعلومات بالمحالة - محايل عسير - رجال ألمع للبنات
2. قسم إدارة الأعمال بالمحالة - محايل عسير
3. قسم المحاسبة بالمحالة للبنين - رجال المع للبنات
4. قسم برنامج اللغة الإنجليزية المكثف بالمحالة للبنين - أبها للبنات
5. قسم العلوم الإدارية بأبها للبنات - خميس مشيط للبنات
6. قسم علوم الحاسب الآلي بأبها للبنات - خميس مشيط للبنات

- كلية البرامج المشتركة للبنين بالمحالة

1. قسم اللغة العربية
2. قسم الفيزياء
3. قسم الحاسب الآلي
4. قسم الرياضيات
5. قسم الكيمياء
6. قسم الأحياء

- كلية العلوم والآداب للبنين بمحايل عسير والبنات بمحايل عسير و تنومة و رجال ألمع و خميس مشيط و المجاردة وسراة عبيدة و ظهران الجنوب و أحد رفيدة

1. قسم اللغة الإنجليزية بمحايل عسير بنين - خميس مشيط للبنات - تنومة للبنين - خميس مشيط للبنات - محايل عسير للبنات - رجال المع للبنات - المجاردة للبنات - ظهران الجنوب للبنات - أحد رفيدة للبنات
2. قسم الرياضيات بمحايل عسير بنين - تنومة للبنين - المجاردة للبنات - سراة عبيدة للبنات - أحد رفيدة للبنات
3. قسم الفيزياء بمحايل عسير بنين - تنومة للبنين - محايل عسير للبنات - ظهران الجنوب للبنات
4. قسم الأحياء بظهران الجنوب للبنات
5. قسم الكيمياء بمحايل عسير للبنات - سراة عبيدة للبنات
6. قسم نظم المعلومات بمحايل عسير بنين - خميس مشيط للبنات - محايل عسير للبنات - رجال المع للبنات
7. قسم علوم الحاسب الآلي بتنومة للبنين - رجال المع للبنات - المجاردة للبنات - سراة عبيدة للبنات - أحد رفيدة للبنات
8. قسم الصحة العامة بخميس مشيط للبنات
9. قسم اللغة العربية بخميس مشيط للبنات - محايل عسير للبنات - سراة عبيدة للبنات - ظهران الجنوب للبنات
10. قسم الدراسات الإسلامية بخميس مشيط للبنات - محايل عسير للبنات - سراة عبيدة للبنات - ظهران الجنوب للبنات
11. قسم الاقتصاد المنزلي بمحايل عسير للبنات

- كلية التربية والآداب للبنات بأبها

1. قسم التاريخ والحضارة
2. قسم الجغرافيا
3. قسم الدراسات الإسلامية
4. قسم اللغة الإنجليزية
5. قسم اللغة العربية
6. قسم المناهج وأصول التربية
7. قسم الطفولة المبكرة
8. قسم علم النفس

- كلية والاقتصاد المنزلي للبنات بأبها

1. قسم الاقتصاد المنزلي
2. قسم إدارة الأعمال

- كلية التمريض للبنات بالسامر

1. قسم أساسيات التمريض
2. قسم إدارة التمريض
3. قسم تمريض الامومة والطفولة
4. قسم تمريض الصحة النفسية والعقلية
5. قسم صحة المجتمع
6. قسم تمريض الباطني والجراحي والحالات الحرجة

## رؤساء الجامعة
| الرئيس                           | من تاريخ                               | إلى تاريخ               | المصدر        |
| -------------------------------- | -------------------------------------- | ----------------------- | ------------- |
| د. فالح بن رجاء الله السلمي      | 7 نوفمبر 2024م (5 جمادى الأولى 1446هـ) | إلى الآن                | [ 10 ]        |
| د. سعد بن محمد بن دعجم           | 28 مارس 2024م (18 رمضان 1445هـ)        | 7 نوفمبر 2024م (1446هـ) | [ 11 ] [ 12 ] |
| فالح بن رجاء الله السلمي         | 23 يونيو 2016م (1437هـ)                | 28 مارس 2024م (1445هـ)  | [ 13 ]        |
| عبد الرحمن بن حمد بن محمد الداود | 1 يوليو 2012م (11 شعبان 1433هـ)        | 23 يونيو 2016م (1437هـ) | [ 14 ]        |
| عبد الله بن محمد عبد الله الراشد | 1999م (1420هـ)                         | 1 يوليو 2012م (1433هـ)  | [ 15 ]        |

## الخدمات الإلكترونية
```
تحرص الجامعة على توفير الخدمات التي تيسر للطالب إجراءات دراسته وتواكب تطورات العصر الحديث من خدمات تعلم إلكتروني وأنظمة تطوير ومتابعة تيسر له الحصول على الخدمات التعليمية من أي مكان، وفي أي وقت. ومن هذه الخدمات:
```

- Office 365: هي خدمة سحابية تتيح للطالب وعضو هيئة التدريس الوصول للملفات المكتبية الخاصة بهم عبر كافة المنصات سواء أكانت حاسبُا أم جهازًا لوحيًا أم هاتفًا محمولاً وتحريرها.
- myApps: خدمة تتيح للطالب تنزيل البرامج المكتبية والأكاديمية المرتبطة بمقررارتهم الدراسية على الأجهزة الشخصية مجانًا، وتتيح للموظفين وأعضاء هيئة التدريس تجميع البرامج المكتبية والعامة بسعر رمزي.
- KKUx: منصة تساهم في تقديم أهم المهارات لوظائف المستقبل بمحتوى إلكتروني نوعي ذي جودة عالية وعالمية يستفيد منها الباحث عن وظيفة مستقبلية أو أي شخص يريد تطوير مهاراته.
- موقعي: خدمة تمكن جميع منسوبي الجامعة من إنشاء موقع شخصي لهم ونشره على الويب تحت نطاق الجامعة الرسمي.
- myKKU: خدمة توفرها الجامعة تمكن المستفيد من الحصول على التنبيهات وايضاح الحضور والغياب والإنذارات والنتائج كما يتم ايضاح المعاملات المالية والإدارية لكافة المستفيدين بالجامعة
- التربية الميدانية: تهتم هذة البوابة بطلاب وطالبات الجامعة الذين وصلوا إلى المرحلة النهائية من دراستهم الجامعية، وهي الممارسة والتطبيق الميداني.
- اعذار الطلاب: تتيح هذه الخدمة للطالب تقديم الاعذار للكلية وانتظار الرد بقبول العذر أو رفضه.
- إخلاء الطرف: وهي خدمة مقدمة لجميع منسوبي الجامعة ومنسوباتها، وتهدف إلى تيسير عملية متابعة طلب إخلاء الطرف؛ وقد تم تفعيلها لما فيه توفير للجهد والوقت الكبيرين في سبيل الحصول على ورقة إخلاء الطرف.
- تحديث بيانات الطالب: خدمة يتم من خلالها السماح للطلاب والطالبات تحديث بياناتهم.
- اختصار روابط: خدمة متاحة لجميع منسوبي الجامعة (طلاب - أعضاء هيئة تدريس - موظفين) تمكنهم من اختصار الروابط الطويلة.
- راديو الجامعة: الخدمة عبارة عن بودكاست صوتي يستطيع الشخص الاستماع للمحتوى عن طريق 3 قنوات أو طرق، ويعرف البودكاست على انه برنامج اذاعي يسجل على شكل حلقات صوتية أو مصورة وينشر عبر الإنترنت ويمكن الاستماع ومشاهدة مواده عبر الإنترنت أو عبر برنامج الآيتونز أو ستيتشر الخاص بالاندرويد.
- مستودع الأبحاث: نظام يمكن منسوبي الجامعة من رفع واتاحة ابحاثهم ونتاجهم العلمي على موقع الجامعة ومحركات البحث العلمية العالمية كمحرك بحث جوجل العلمي (Google Scholar) وغيره تحت اسم الكلية والقسم والباحث.
- محرك بحث الوظائف: خدمة تمكنك من البحث عن فرصة عمل من بين أكثر من 100 ألف فرصة وظيفية.
- النماذج الالكترونية: خدمة تساعد في عمل استبيانات ودراسات وجمع معلومات بطريقة سهلة تغني عن النماذج الورقية.
- البريد الإلكتروني: خدمة تقدمها الجامعة بالشراكة مع قوقل تمكن منسوبيها من الدخول على بريدهم الإلكتروني وإرسال واستقبال الرسائل بمساحة تبلغ 30 جيجا بايت.
- التقويم الأكاديمي: خدمة تمكن جميع منسوبي الجامعة من الإطلاع على التقويم الأكاديمي خلال الفصل الدراسي وكذلك الأحداث التي تقام داخل الجامعة.
- المكتبات: بوابة إلكترونية تقدمها عمادة شؤون المكتبات تزودكم بأبرز المعلومات حول العمادة وما تبحثون عنه بكل سهولة ويسر.
- نظام التغذية: خدمة تساعد الطلاب على استلام وجباتهم بشكل إلكتروني كامل ابتداءً من طلب الوجبة والكمية وانتهاءً بالحصول عليها.
- بلاك بورد: بيئة لطرح المقررات والمحتوى الإلكتروني تساعد على التواصل بين عضو هيئة التدريس والطلاب من خلال أدوات اتصال تفاعلية.
- أكاديميا: صفحة خدمات تقدمها عمادة القبول والتسجيل يستطيع الطالب التسجيل المباشر والدخول على مجموعة من الخدمات مثل (السجل الأكاديمي - تعديل جدول - معدل الغياب)
- الدعم عن بعد: خدمة تقدمها تقنية المعلومات للدعم بالدخول على جهازك والتحكم به عن بعد.
- دليل الطالب: كتيب يوضح للطالب والطالبة النظام الأكاديمي المعمول به في الجامعة، ومنه يستطيع الطالب والطالبة معرفة حقوقه وواجباته وما له وما عليه
- صحيفة أفاق: هي خدمة مقدمة لجميع منسوبي الجامعة (طلاب - أعضاء هيئة تدريس - موظفين) للإطلاع على صحيفة آفاق الأسبوعية.
- الاسم المستعار: الاسم المستعار عبارة عن عنوان بريد إضافي، يمكن استقبال الرسائل الإلكترونية من خلاله؛ لكن الدخول على البريد يجب أن يكون من خلال اسم المستخدم الأساسي
- دليل الاتصال: خدمة تمكنك من الحصول على كافة بيانات الاتصال لمنسوبي الجامعة بمجرد كتابة الاسم، الرقم، الكلية أو القسم بكل يسر وسهولة.
- المقررات المفتوحة: قناة تعليمية تحتوي على عدد من المقررات الكاملة من إعداد الجامعة.
- تغيير كلمة المرور: خدمة تمكنك من التحكم بكلمة المرور الخاصة بك بحيث يمكنك تغييرها أو استعادتها كما يمكنك من خلال الخدمة تحديث بياناتك.
- تمكين: أحد قنوات عمادة التعلم الإلكتروني تسعى من خلالها لنشر ثقافة التعلم الإلكتروني للجميع من خلال إنتاج دروس تعليمية لتمكين أعضاء هيئة التدريس والطلاب من استخدام أنظمة التعلم الإلكتروني بالإضافة إلى مهارات التعلم والتدريس الإلكتروني.
- شامل للطلاب: يقدم مجموعة من الخدمات الطلابية تحت بوابة واحدة تشمل جميع الخدمات المقدمة لهذه الفئة مثل (طلب إعانة، التقارير الطبية، التسجيل في المسابقات، تحديث بيانات طلاب المنح).
- جوائز التميز: بوابة إلكترونية يعرض من خلالها نماذج الترشح لجوائز التميز بالجامعة وكذلك الفائزين بها.
- بلاغات التشغيل والصيانة: هو نظام يساعد مقدمي البلاغات في الجهات على تقديم بلاغات الاعطال في مواقع ومباني الجامعة ومتابعتها من قبل المشرفين والمنسقين في المواقع.
- المستجدين: مجموعة من المعلومات والخدمات التي تهم الطالب المستجد.
- مفيد: خدمة تساعد في تكوين مجتمع افتراضي يسهم في إثراء المحصلة العلمية للطلبة من خلال إتاحة مشاركة الأدوات العلمية والكتب الدراسية بالإضافة من تمكينهم من عمل الدروس الخصوصية فيما بينهم.

## العمادات المساندة
تضم الجامعة عددا من العمادات المساندة وهي:
1. عمادة القبول والتسجيل.
2. عمادة شؤون الطلاب.
3. عمادة أعضاء هيئة التدريس والموظفين.
4. عمادة شؤون المكتبات.
5. عمادة الدراسات العليا.
6. عمادة خدمة المجتمع والتعليم المستمر.
7. عمادة البحث العلمي.
8. عمادة التعلم الإلكتروني.
9. عمادة التطويرالأكاديمي والجودة.

## الإدارات
- الإدارة العامة للعلاقات الجامعية
- الإدارة العامة للشؤون الإدارية والمالية
- الإدارة العامة لتقنية المعلومات
- إدارة الدراسات والمعلومات
- إدارة الابتعاث والاستقطاب

## المراكز
- كرسي الملك خالد
- كرسي صحيفة الجزيرة
- المركز الإعلامي
- مركز إعداد القادة الاداريين
- مركز البحوث والدراسات الاجتماعية
- مركز الأمير سلطان بن عبد العزيز للبحوث والدرسات البيئية والسياحية
- مركز الموهبة والإبداع
- مركز البحوث اللغوية
- مركز حوكمة الشركات
- مركز ريادة الأعمال المعرفي
- مكتب مشاريع الخطة الوطنية (تحول)
- مركز الوثائق والمحفوظات
- مركز بحوث علوم المواد المتقدمة

## الجمعيات
- الجمعية السعودية للعلوم الإحصائية.
- الجمعية السعودية للتعليم الطبي.
- الجمعية السعودية العلمية للمعلم.

## الجوائز

### جائزة مدير الجامعة للتحول الرقمي في نسختها الأولى
وهي جائزة تهدف إلى زيادة الكفاءة في خط سير العمل بحيث تقل الأخطاء وتزيد الإنتاجية، ولضمانل إلى مجتمع رقمي يعتمد على المشاركة المجتمعية الفعالة، بما يسهم في تحسين الاقتصاد الرقمي، ورفع التصنيف العالمي في مؤشرات التحول الرقمي، فإن الجامعة أنشأت جائزة معالي مدير جامعة الملك خالد للتحول الرقمي؛ دعمًا وتشجيعًا لجهات الجامعة ومنسوبيها نحو التحول الرقمي والمعرفي، وإبرازًا للمبادرات النوعية في هذا الجانب للأفراد والجهات، تنتنافس عليها 120 جهة.

## تصنيف شنغهاي
دخلت جامعة الملك خالد في نتائج تصنيف شنغهاي (Shanghai Ranking) للجامعات العالمية (AUWR) لعام 2021م، حيث حصلت على المركز 801 على مستوى العالم، كما حصلت على الترتيب الخامس على مستوى الجامعات السعودية، والترتيب الـ 11 على مستوى الوطن العربي.

## وصلات خارجية
- موقع الجامعة الرسمي
- بوابة التعلم الإلكتروني لجامعة الملك خالد
- خدمات طلاب جامعة الملك خالد الالكترونية
- بوابة ركن الموظف بجامع الملك خالد
- موقع جامعة الملك خالد (الموقع الرسمي)
- كليات جامعة الملك خالد
- الخدمات الالكترونية للطلاب[1]
- الخدمات الالكترونية لأعضاء هيئة التدريس
- الخدمات الالكترونية للموظفين

1. ↑  جامعة الملك خالد نسخة محفوظة 10 يوليو 2018 على موقع واي باك مشين.